# Volkskongress Kurdistan

Die Fahne des Kongra-Gel

Der Volkskongress Kurdistan (kurdisch Kongra Gelê Kurdistan; Kongra-Gel) war eine kurdische Untergrundorganisation, die mit Waffengewalt, diplomatischen Bemühungen und Propaganda für die Rechte der Kurden kämpfte. Kongra Gel war laut dem Finanzministerium der Vereinigten Staaten bis 2009 ein bedeutender internationaler Drogenhändler.
Er war die Nachfolgeorganisation des KADEK, der wiederum Nachfolgeorganisation der PKK war. Der Kongra-Gel wurde aufgrund der Nachfolge von PKK und KADEK, wie auch diese schon, von der EU und den USA in die Liste der terroristischen Organisationen aufgenommen.
Der Kongra Gel ging 2005 in die Nachfolgeorganisation Koma Civakên Kurdistan auf.
Co-Vorsitzender ist Remzi Kartal (Stand Januar 2018).

## Geschichte
Gegründet im November 2003, hat sich der Volkskongress Kurdistan nach eigener Aussage die Lösung der Kurdischen Frage, die Demokratisierung des Nahen Ostens und die Schaffung einer demokratisch-ökologischen Gesellschaft zum Ziel gesetzt. Zum ersten Vorsitzenden wurde Zübeyir Aydar gewählt. Ideeller Vorsitzender ist Abdullah Öcalan, auf dessen Anregung der Volkskongress entstand.
Seit 2005 betrachtet sich der Kongra-Gel nicht mehr als Organisation, sondern vielmehr als Parlament innerhalb des Systems der Koma Komalên Kurdistan. Einmal jährlich tritt die Organisation in den Kandil-Bergen zusammen.

## Medien
Die Zeitung Yeni Özgür Politika und der Fernsehsender Roj TV, bzw. der Nachfolgesender Nûçe TV stehen dem Kongra-Gel nahe.